# Fußball-Club St. Pauli von 1910 1996-1997
Questa voce raccoglie le informazioni riguardanti il Fußball-Club St. Pauli von 1910 nelle competizioni ufficiali della stagione 1996-1997.

## Stagione
Nella stagione 1996-1997 il St. Pauli, allenato da Uli Maslo e Klaus-Peter Nemet, concluse il campionato di Bundesliga al 18º posto e fu retrocesso in 2. Bundesliga. In Coppa di Germania il St. Pauli fu eliminato ai quarti di finale dall'Energie Cottbus.

## Rosa
| N. |                     | Ruolo | Calciatore         |
| -- | ------------------- | ----- | ------------------ |
| 1  | Germania (bandiera) | P     | Klaus Thomforde    |
| 2  | Germania (bandiera) | D     | André Trulsen      |
| 3  | Germania (bandiera) | C     | Jürgen Gronau      |
| 4  | Germania (bandiera) | D     | Dieter Schlindwein |
| 5  | Germania (bandiera) | C     | Dirk Dammann       |
| 6  | Germania (bandiera) | D     | Torsten Fröhling   |
| 7  | Russia (bandiera)   | A     | Nikolay Pisarev    |
| 8  | Germania (bandiera) | D     | Stephan Hanke      |
| 9  | Germania (bandiera) | C     | Thomas Sobotzik    |
| 10 | Germania (bandiera) | C     | Carsten Pröpper    |
| 11 | Russia (bandiera)   | A     | Yuriy Savichev     |
| 12 | Germania (bandiera) | P     | Frank Böse         |
| 13 | Germania (bandiera) | A     | Jens Scharping     |
| 15 | Germania (bandiera) | C     | Christian Springer |
| 16 | Germania (bandiera) | D     | Bernd Eigner       |

| N. |                                | Ruolo | Calciatore          |
| -- | ------------------------------ | ----- | ------------------- |
| 17 | Brasile (bandiera)             | A     | Émerson             |
| 18 | Germania (bandiera)            | C     | Oliver Schweißing   |
| 19 | Germania (bandiera)            | A     | Kai Dittmer         |
| 20 | Germania (bandiera)            | A     | Martin Driller      |
| 21 | Germania (bandiera)            | D     | Holger Stanislawski |
| 22 | Serbia e Montenegro (bandiera) | A     | Demir Đurić         |
| 24 | Norvegia (bandiera)            | D     | Tore Pedersen       |
| 25 | Germania (bandiera)            | A     | Matthias Scherz     |
| 26 | Germania (bandiera)            | C     | Michael Bochtler    |
| 28 | Germania (bandiera)            | D     | Andrew Pfennig      |
| 29 | Germania (bandiera)            | C     | Christian Rahn      |
| 31 | Germania (bandiera)            | C     | Mike Göbel          |
| 32 | Germania (bandiera)            | C     | Sven Tholen         |
| 33 | Turchia (bandiera)             | C     | Ahmet Usman         |
| 34 | Germania (bandiera)            | D     | Markus Ahlf         |

## Organigramma societario
Area tecnica
- Allenatore: Klaus-Peter Nemet
- Allenatore in seconda:
- Preparatore dei portieri:
- Preparatori atletici: Ronald Wollmann

## Calciomercato

### Sessione estiva
| Acquisti | Acquisti         | Acquisti             | Acquisti |
| R.       | Nome             | da                   | Modalità |
| -------- | ---------------- | -------------------- | -------- |
| C        | Michael Bochtler | Stoccarda            |          |
| A        | Demir Đurić      | FSV Francoforte      |          |
| D        | Bernd Eigner     | VfL Frohnlach        |          |
| A        | Émerson          | Dnipro               |          |
| C        | Mike Göbel       | St. Pauli II         |          |
| A        | Nikolay Pisarev  | Mérida               |          |
| A        | Matthias Scherz  | St. Pauli II         |          |
| C        | Ahmet Usman      | St. Pauli (juniores) |          |

| Cessioni | Cessioni              | Cessioni          | Cessioni |
| R.       | Nome                  | a                 | Modalità |
| -------- | --------------------- | ----------------- | -------- |
| A        | Kay Stisi             | Lubecca           |          |
| C        | Ralf Becker           | Kickers Stoccarda |          |
| A        | Leonardo Manzi        | Hannover 96       |          |
| C        | Michél Mazingu-Dinzey | Hertha Berlino    |          |
| C        | Dariusz Szubert       | Oldenburg         |          |

### Sessione invernale
| Acquisti | Acquisti | Acquisti | Acquisti |
| R.       | Nome     | da       | Modalità |
| -------- | -------- | -------- | -------- |

| Cessioni | Cessioni | Cessioni | Cessioni |
| R.       | Nome     | a        | Modalità |
| -------- | -------- | -------- | -------- |

## Risultati

### Bundesliga

#### Girone di andata
| Arbitro: | Dardenne |

|             |           |                           |
| Driller 19’ | Marcatori | 34’ Rizzitelli 37’ Basler |

| Arbitro: | Best |

|                 |           |                          |
| Studtrucker 86’ | Marcatori | 45’ Scharping 55’ Eigner |

| Arbitro: | Albrecht |

|                                                          |           |                                   |
| Driller 15’ Trulsen 53’ Springer 62’ Sobotzik 66’ (rig.) | Marcatori | 11’, 59’ Max 34’ Thon 38’ Wilmots |

| Arbitro: | Merk |

|                                 |           |  |
| Keller 18’ Dundee 57’, 59’, 64’ | Marcatori |  |

| Arbitro: | Wagner |

|  |           |                                  |
|  | Marcatori | 26’ Herzog 42’ Bode 50’ Labbadia |

| Arbitro: | Strampe |

|                                        |           |  |
| Bäron 45’ Schopp 47’ Breitenreiter 90’ | Marcatori |  |

| Amburgo 21 settembre 1996, ore 15:30 CEST 7ª giornata | St. Pauli | 0 – 0 referto | Colonia | Millerntor-Stadion (19 572 spett.)\| Arbitro: \| Fleske \| |
| Arbitro:                                              | Fleske    |               |         |                                                            |

| Arbitro: | Buchhart |

|                       |           |             |
| Möller 36’ Kohler 52’ | Marcatori | 74’ Trulsen |

| Arbitro: | Best |

|                                   |           |  |
| Stanislawski 20’ Pröpper 88’, 90’ | Marcatori |  |

| Arbitro: | Jansen |

|                                                   |           |                                |
| Winkler 25’ Borimirov 68’ Jeremies 73’ Walker 76’ | Marcatori | 64’ Scharping 81’ Stanislawski |

| Arbitro: | Aust |

|                         |           |  |
| Pisarev 22’ Driller 79’ | Marcatori |  |

| Arbitro: | Krug |

|                                     |           |             |
| Beinlich 32’ Lange 35’ Baumgart 38’ | Marcatori | 59’ Pisarev |

| Arbitro: | Dardenne |

|                   |           |                    |
| Springer 12’, 71’ | Marcatori | 30’ (rig.) Balăkov |

| Mönchengladbach 15 novembre 1996, ore 20:00 CET 14ª giornata | Borussia M'gladbach | 0 – 0 referto | St. Pauli | Bökelbergstadion (26 383 spett.)\| Arbitro: \| Zerr \| |
| Arbitro:                                                     | Zerr                |               |           |                                                        |

| Arbitro: | Berg |

|                                         |           |            |
| Trulsen 7’ Driller 15’ Wörns 79’ (aut.) | Marcatori | 87’ Sérgio |

| Arbitro: | Hufgard |

|                         |           |            |
| Émerson 6’ Scharping 8’ | Marcatori | 75’ Kracht |

| Arbitro: | Strampe |

|           |           |  |
| Skoog 87’ | Marcatori |  |

#### Girone di ritorno
| Arbitro: | Fleske |

|                               |           |  |
| Klinsmann 28’, 75’ Helmer 53’ | Marcatori |  |

| Arbitro: | Wagner |

|                           |           |                              |
| Pröpper 11’ Scharping 77’ | Marcatori | 34’ Reina 44’ Bode 58’ Kuntz |

| Gelsenkirchen 28 febbraio 1997, ore 20:00 CET 20ª giornata | Schalke 04 | 0 – 0 referto | St. Pauli | Parkstadion (37 620 spett.)\| Arbitro: \| Buchhart \| |
| Arbitro:                                                   | Buchhart   |               |           |                                                       |

| Arbitro: | Fröhlich |

|                          |           |                                                |
| Scharping 14’ Eigner 20’ | Marcatori | 3’ Kir'jakov 43’ Schuster 83’ Schroth 88’ Carl |

| Arbitro: | Merk |

|                      |           |            |
| Brand 37’ Scholz 51’ | Marcatori | 18’ Scherz |

| Arbitro: | Weber |

|                           |           |                               |
| Pisarev 80’ Scharping 90’ | Marcatori | 11’ Breitenreiter 85’ Kmetsch |

| Arbitro: | Berg |

|  |           |             |
|  | Marcatori | 27’ Pisarev |

| Arbitro: | Albrecht |

|  |           |            |
|  | Marcatori | 69’ Möller |

| Arbitro: | Krug |

|                           |           |  |
| Katemann 32’ Seeliger 72’ | Marcatori |  |

| Amburgo 12 aprile 1997, ore 15:30 CEST 27ª giornata | St. Pauli | 0 – 0 referto | Monaco 1860 | Millerntor-Stadion (20 725 spett.)\| Arbitro: \| Koop \| |
| Arbitro:                                            | Koop      |               |             |                                                          |

| Arbitro: | Weber |

|                                                          |           |  |
| Kohl 3’ Heidenreich 7’ Thomforde 58’ (aut.) Jurčević 68’ | Marcatori |  |

| Arbitro: | Dardenne |

|  |           |              |
|  | Marcatori | 60’ Baumgart |

| Arbitro: | Fandel |

|                                |           |  |
| Buck 54’ Balăkov 81’ Élber 89’ | Marcatori |  |

| Arbitro: | Merk |

|              |           |                                |
| Fröhling 53’ | Marcatori | 11’ Pettersson 78’, 90’ Dahlin |

| Arbitro: | Zerr |

|                                     |           |  |
| Kirsten 58’ Meijer 75’ Lehnhoff 82’ | Marcatori |  |

| Arbitro: | Fröhlich |

|                                                                       |           |  |
| Donkov 35’, 68’ Peschel 71’ Gülünoğlu 72’ Wosz 77’ Pfennig 90’ (aut.) | Marcatori |  |

| Arbitro: | Keßler |

|  |           |                         |
|  | Marcatori | 33’ Marin 77’ Puschmann |

### Coppa di Germania
| Arbitro: | Wack |

|             |           |                                                  |
| Pröpper 25’ | Marcatori | 57’ Trulsen 60’ Émerson 85’ Pröpper 88’ Sobotzik |

| Arbitro: | Koop |

|            |           |                                  |
| Hummel 47’ | Marcatori | 77’, 89’ Sobotzik 78’ Schweißing |

| Arbitro: | Friedrichs |

|             |           |  |
| Pisarev 73’ | Marcatori |  |

| Arbitro: | Jansen |

|                                                   |                      |                                                     |
| Wenschlag Zöphel Benken Woltmann Zimmerling Jesse | Tiri di rigore 5 – 4 | Scharping Springer Trulsen Sobotzik Bochtler Scherz |

## Statistiche

### Statistiche di squadra
| Competizione      | Punti | In casa | In casa | In casa | In casa | In casa | In casa | In trasferta | In trasferta | In trasferta | In trasferta | In trasferta | In trasferta | Totale | Totale | Totale | Totale | Totale | Totale | DR  |
| Competizione      | Punti | G       | V       | N       | P       | Gf      | Gs      | G            | V            | N            | P            | Gf           | Gs           | G      | V      | N      | P      | Gf     | Gs     | DR  |
| ----------------- | ----- | ------- | ------- | ------- | ------- | ------- | ------- | ------------ | ------------ | ------------ | ------------ | ------------ | ------------ | ------ | ------ | ------ | ------ | ------ | ------ | --- |
| Bundesliga        | 27    | 17      | 5       | 4       | 8       | 24      | 28      | 17           | 2            | 2            | 13           | 8            | 41           | 34     | 7      | 6      | 21     | 32     | 69     | -37 |
| Coppa di Germania | -     | 1       | 1       | 0       | 0       | 1       | 0       | 3            | 2            | 1            | 0            | 7            | 2            | 4      | 3      | 1      | 0      | 8      | 2      | +6  |
| Totale            | 27    | 18      | 6       | 4       | 8       | 25      | 28      | 20           | 4            | 3            | 13           | 15           | 43           | 38     | 10     | 7      | 21     | 40     | 71     | -31 |

### Andamento in campionato
| Giornata  | 1  | 2 | 3 | 4  | 5  | 6  | 7  | 8  | 9  | 10 | 11 | 12 | 13 | 14 | 15 | 16 | 17 | 18 | 19 | 20 | 21 | 22 | 23 | 24 | 25 | 26 | 27 | 28 | 29 | 30 | 31 | 32 | 33 | 34 |
| --------- | -- | - | - | -- | -- | -- | -- | -- | -- | -- | -- | -- | -- | -- | -- | -- | -- | -- | -- | -- | -- | -- | -- | -- | -- | -- | -- | -- | -- | -- | -- | -- | -- | -- |
| Luogo     | C  | T | C | T  | C  | T  | C  | T  | C  | T  | C  | T  | C  | T  | C  | C  | T  | T  | C  | T  | C  | T  | C  | T  | C  | T  | C  | T  | C  | T  | C  | T  | T  | C  |
| Risultato | P  | V | N | P  | P  | P  | N  | P  | V  | P  | V  | P  | V  | N  | V  | V  | P  | P  | P  | N  | P  | P  | N  | V  | P  | P  | N  | P  | P  | P  | P  | P  | P  | P  |
| Posizione | 13 | 8 | 8 | 12 | 15 | 15 | 15 | 17 | 16 | 17 | 14 | 15 | 13 | 13 | 10 | 10 | 11 | 12 | 14 | 14 | 15 | 16 | 16 | 15 | 15 | 17 | 17 | 17 | 17 | 17 | 17 | 17 | 18 | 18 |

Legenda:

Luogo: C = Casa; T = Trasferta. Risultato: V = Vittoria; N = Pareggio; P = Sconfitta.

### Statistiche dei giocatori
| Giocatore       | Bundesliga | Bundesliga | Bundesliga  | Bundesliga | Coppa di Germania | Coppa di Germania | Coppa di Germania | Coppa di Germania | Totale   | Totale | Totale      | Totale     |
| Giocatore       | Presenze   | Reti       | Ammonizioni | Espulsioni | Presenze          | Reti              | Ammonizioni       | Espulsioni        | Presenze | Reti   | Ammonizioni | Espulsioni |
| --------------- | ---------- | ---------- | ----------- | ---------- | ----------------- | ----------------- | ----------------- | ----------------- | -------- | ------ | ----------- | ---------- |
| M. Ahlf         | 1          | 0          | 0           | 0          | 0                 | 0                 | 0                 | 0                 | 1        | 0      | 0           | 0          |
| M. Bochtler     | 19         | 0          | 1           | 1          | 2                 | 0                 | 1                 | 0                 | 21       | 0      | 2           | 1          |
| F. Böse         | 7          | 0          | 0           | 0          | 1                 | 0                 | 0                 | 0                 | 8        | 0      | 0           | 0          |
| D. Dammann      | 19         | 0          | 0           | 0          | 1                 | 0                 | 0                 | 0                 | 20       | 0      | 0           | 0          |
| K. Dittmer      | 0          | 0          | 0           | 0          | 0                 | 0                 | 0                 | 0                 | 0        | 0      | 0           | 0          |
| M. Driller      | 23         | 4          | 2           | 0          | 3                 | 0                 | 0                 | 1                 | 26       | 4      | 2           | 1          |
| B. Eigner       | 23         | 2          | 3           | 0          | 4                 | 0                 | 0                 | 0                 | 27       | 2      | 3           | 0          |
| T. Fröhling     | 2          | 1          | 0           | 0          | 0                 | 0                 | 0                 | 0                 | 2        | 1      | 0           | 0          |
| J. Gronau       | 10         | 0          | 0           | 0          | 3                 | 0                 | 0                 | 0                 | 13       | 0      | 0           | 0          |
| M. Göbel        | 3          | 0          | 0           | 0          | 0                 | 0                 | 0                 | 0                 | 3        | 0      | 0           | 0          |
| S. Hanke        | 31         | 0          | 8           | 1          | 3                 | 0                 | 1                 | 0                 | 34       | 0      | 9           | 1          |
| T. Pedersen     | 25         | 0          | 5           | 1          | 2                 | 0                 | 0                 | 1                 | 27       | 0      | 5           | 2          |
| A. Pfennig      | 2          | 0          | 0           | 0          | 0                 | 0                 | 0                 | 0                 | 2        | 0      | 0           | 0          |
| N. Pisarev      | 21         | 4          | 5           | 0          | 3                 | 1                 | 0                 | 0                 | 24       | 5      | 5           | 0          |
| C. Pröpper      | 29         | 3          | 4           | 0          | 4                 | 1                 | 1                 | 0                 | 33       | 4      | 5           | 0          |
| C. Rahn         | 2          | 0          | 0           | 0          | 0                 | 0                 | 0                 | 0                 | 2        | 0      | 0           | 0          |
| Y. Savichev     | 3          | 0          | 0           | 0          | 0                 | 0                 | 0                 | 0                 | 3        | 0      | 0           | 0          |
| J. Scharping    | 22         | 6          | 3           | 0          | 2                 | 0                 | 0                 | 0                 | 24       | 6      | 3           | 0          |
| M. Scherz       | 25         | 1          | 5           | 1          | 4                 | 0                 | 2                 | 0                 | 29       | 1      | 7           | 1          |
| D. Schlindwein  | 0          | 0          | 0           | 0          | 0                 | 0                 | 0                 | 0                 | 0        | 0      | 0           | 0          |
| O. Schweißing   | 21         | 0          | 5           | 0          | 3                 | 1                 | 0                 | 0                 | 24       | 1      | 5           | 0          |
| T. Sobotzik     | 32         | 1          | 8           | 0          | 4                 | 3                 | 0                 | 0                 | 36       | 4      | 8           | 0          |
| C. Springer     | 30         | 3          | 5           | 0          | 4                 | 0                 | 1                 | 0                 | 34       | 3      | 6           | 0          |
| H. Stanislawski | 24         | 2          | 2           | 1          | 2                 | 0                 | 0                 | 0                 | 26       | 2      | 2           | 1          |
| K. Stisi        | 2          | 0          | 1           | 0          | 1                 | 0                 | 0                 | 0                 | 3        | 0      | 1           | 0          |
| S. Tholen       | 4          | 0          | 0           | 0          | 0                 | 0                 | 0                 | 0                 | 4        | 0      | 0           | 0          |
| K. Thomforde    | 28         | 0          | 1           | 0          | 3                 | 0                 | 1                 | 0                 | 31       | 0      | 2           | 0          |
| A. Trulsen      | 31         | 3          | 10          | 1          | 4                 | 1                 | 0                 | 0                 | 35       | 4      | 10          | 1          |
| A. Usman        | 1          | 0          | 0           | 0          | 0                 | 0                 | 0                 | 0                 | 1        | 0      | 0           | 0          |
| É. Émerson      | 23         | 1          | 2           | 1          | 3                 | 1                 | 1                 | 0                 | 26       | 2      | 3           | 1          |
| D. Đurić        | 1          | 0          | 0           | 0          | 0                 | 0                 | 0                 | 0                 | 1        | 0      | 0           | 0          |